# 奧斯曼—薩非戰爭 (1578年—1590年)
1578年至1590年鄂圖曼-薩非戰爭是波斯薩非王朝的穆罕默德·科達班達和阿拔斯一世與鄂圖曼帝國穆拉德三世之間爆發的戰爭。
為了征服阿塞拜疆和高加索，奧斯曼帝國發動了戰爭。鄂圖曼人在1578年佔領第比利斯，1585年再陷卡爾斯和大不里士，格魯吉亞成為鄂圖曼帝國的附庸國。鄂圖曼帝國實際上可統治阿塞拜疆和高加索，直達裏海。
波斯在1590年3月21日簽訂的《伊斯坦堡條約》承認鄂圖曼帝國所得的領土，又答應停止對鄂圖曼帝國境內的什葉派教徒發動宣傳戰及停止迫害波斯境內的遜尼派教徒。
鄂圖曼-薩非戰爭使鄂圖曼帝國的注意力暫時從歐洲抽離。鄂圖曼帝國己與法國結盟，並支持荷蘭人起事，這是新教與伊斯蘭教共同支持的一個事件。

## 註腳
1. ↑  Endress 2002，第194頁
2. ↑  Ágoston & Masters 2009，第124頁
3. ↑  Shaw 1976，第183頁
4. ↑  Bulut 2001，第112頁